# Цветкович, Бранко
Бранко Цветкович (5 марта 1984, Грачаница, БиГ, СФРЮ) — сербский профессиональный баскетболист, игравший на позиции лёгкого форварда.

## Профессиональная карьера
Профессиональную карьеру начинал в Сербии и Черногории, где выступал за молодёжные составы «Спартак (Суботица)» и «Борац (Чачак)». Стал известен после выступлений в Баскетбольной лиге Сербии за клуб ФМП, который выиграл Адриатическую Лигу в сезоне 2005/2006 и Кубок Радивоя Корача в 2006/2007. После этого подписал контракт с испанской командой «Жирона» (сезон 2007/2008). В «Жироне» набирал в среднем 9,1 очков за игру в регулярном чемпионате, а также 10,1 очков в Лиге УЛЕБ, где команда успешно выступала в финале. В 2006—2008 годах выступал за национальную команды Сербии.
2 августа 2008 года было объявлено, что Цветкович подписал контракт с греческим клубом Евролиги «Паниониос». В 2009 году стал игроком испанской «Сарагосы». С 2011 по 2014 год выступал за клуб «Астана». Являлся одним из самых результативных игроков команды.